# Miguel Ángel Vázquez
Miguel Ángel Vázquez Bermúdez (Sevilla, 1965) es un político español. Ha sido portavoz del Gobierno de la Junta de Andalucía desde el 8 de mayo de 2012 hasta el 9 de junio de 2017 que fue nombrado consejero de Cultura de la Junta de Andalucía.

## Biografía
Es licenciado en Ciencias de la Información por la Universidad Complutense de Madrid y doctor en Periodismo por la Universidad de Sevilla. Desde mayo de 2012 desempeñaba el cargo de portavoz del Gobierno de la Junta. Con anterioridad, entre 1997 y 2012, estuvo al frente de la comunicación del PSOE de Andalucía, primero como jefe de prensa y después como secretario de Comunicación de la Comisión Ejecutiva Regional.
Ha desarrollado su trayectoria periodística en medios de comunicación como El Correo de Andalucía (1988-1991), Diario 16 Andalucía (entre 1991 y 1997) y Canal Sur TV (1995-1996). Asimismo, ha colaborado con la agencia de noticias France Press (1991-1992).
Parlamentario andaluz en la VIII Legislatura (2008-2012), Vázquez ha sido portavoz de la comisión de control y seguimiento de la RTVA y miembro del Consejo de Administración de la RTVA entre 2004 y 2008, en calidad de secretario. También ha pertenecido al ya extinto Consejo Asesor de RTVE (2000-2004 y 2008-2010), órgano del que fue presidente.
Ha publicado el libro Noticias a la Carta. Periodismo de de-claraciones o la imposición de la agenda (2006).